# Hide-away / Hide and Seek / Find you
Singles de AAA
Break Down / Break your name / Summer Revolution
(2009) Heart and Soul
(2010)
Hide-away / Hide and Seek / Find you est le vingt-deuxième single du groupe AAA sorti sous le label Avex Trax le 21 octobre 2009 au Japon. Il atteint la deuxième place du classement de l'Oricon. Il se vend à 43 659 exemplaires la première semaine et reste classé sept semaines, pour un total de 52 575 exemplaires vendus. Il sort en format CD et CD+DVD.
Find you a été utilisé comme thème de fermeture de l'anime Inu-Yasha. Hide-away est présente sur l'album Heartful.

## Liste des titres
| 1. | Hide-away                    | Leonn  | Mitsuru Igarashi | 4:18 |
| 2. | With you                     | Leonn  | Mitsuru Igarashi | 4:18 |
| 3. | Hide-away -dino starr Mix-   | Leonn  | Mitsuru Igarashi | 5:10 |
| 4. | Hide & Seek -SCP ReVamp Mix- | Leonn  | Mitsuru Igarashi | 3:53 |
| 5. | Find you -Super Mix-         | H.U.B. | Mitsuru Igarashi | 4:47 |
| 6. | Hide-away (Instrumental)     | Leonn  | Mitsuru Igarashi | 4:16 |

| 1. | Hide and Seek                | Matsui Gorou | Mitsuru Igarashi | 4:32 |
| 2. | Hide-away                    | Leonn        | Mitsuru Igarashi | 4:18 |
| 3. | Hide and Seek (instrumental) | Matsui Gorou | Mitsuru Igarashi | 4:32 |
| 4. | Hide-away (instrumental)     | Leonn        | Mitsuru Igarashi | 4:16 |

| 1. | Hide & Seek |  |
| 2. | Hide-away   |  |

| 1. | Find you                 | H.U.B. | Mitsuru Igarashi | 4:04 |
| 2. | Hide-away                | Leonn  | Mitsuru Igarashi | 4:18 |
| 3. | Find you (instrumental)  | H.U.B. | Mitsuru Igarashi | 4:04 |
| 4. | Hide-away (instrumental) | Leonn  | Mitsuru Igarashi | 4:16 |

| 1. | Find you  |  |
| 2. | Hide-away |  |

| 1. | Hide-away                | Leonn | Mitsuru Igarashi | 4:18 |
| 2. | Hide-away (live)         | Leonn | Mitsuru Igarashi |      |
| 3. | Hide-away (instrumental) | Leonn | Mitsuru Igarashi | 4:16 |

| 1. | Hide-away (Off Shot) |  |